# 唐津市立北波多中学校
唐津市立北波多中学校（からつしりつ きたはたちゅうがっこう）とは、佐賀県唐津市北波多徳須恵（とくすえ）にある市立の中学校。

## 概要
歴史
1947年（昭和22年）の学制改革の際に、新制中学校として発足。現校名になったのは2005年（平成17年）。2022年（令和4年）には創立75周年を迎えた。
校章
羽ばたく2羽の鳥が、中央に「北」と「中」の文字を組み合わせたものを掲げているデザインとなっている。
校区
住所表記で「唐津市北波多」が入る全域。小学校区は唐津市立北波多小学校。

## 沿革
- 1947年（昭和22年）4月1日 - 学制改革が行われる。
  - 北波多国民学校初等科は新制小学校「北波多村立北波多小学校」に改組される。
  - 北波多国民学校高等科は青年学校普通科と改組され、新制中学校「北波多村立北波多中学校」が発足（当初小学校に併設）。
- 1953年（昭和28年）- 中学校の独立校舎が完成し、併設を解消。
- 2005年（平成17年）1月1日 - 市町合併により、「唐津市立北波多中学校」（現校名）に改称。

## 交通
最寄りの鉄道駅
- JR九州 唐津線・筑肥線「山本駅」

最寄りのバス停留所
- 昭和バス 「北波多中学校前」停留所

最寄りの幹線道路
- 国道202号「北波多中学校前」交差点
- 佐賀県道52号山本波多津線
- 西九州自動車道 「北波多IC」

## 周辺
- 北波多社会体育館
- 白蓮会館北波多道場
- 唐津市役所 北波多市民センター（旧・北波多支所、旧・北波多村役場）
- 唐津警察署徳須恵警察官駐在所
- 唐津市立北波多小学校
- 徳須恵郵便局
- 垂玉観音 圓通山常安禅寺
- 八坂神社
- 波多川公園
- 徳須恵川

## 参考資料
- 北波多村 編『北波多郷土誌』北波多郷土誌刊行会, 昭和18 国立国会図書館デジタルコレクション、1943年9月20日、181頁。doi:10.11501/1043834。